# 人間生活科学研究科
人間生活科学研究科（にんげんせいかつかがくけんきゅうか、英称：The Graduate School of Human Life Science）は、日本の大学院研究科のうち、人間科学（心理学、人類学、社会学、教育学、生活科学など）に関する高度な教育・研究を行う機構（研究大学院）の1つである。具体的な研究分野については人間生活科学部も参照。また、人間科学研究科、生活科学研究科などと言った名称の研究科とも研究分野は重なることが多い。

## 人間生活科学研究科を置く大学
- 郡山女子大学（1992年度～）
- 東京家政学院大学（1995年度～）
- 金城学院大学（1996年度～）
- 名古屋経済大学（2007年度～）
- 徳島文理大学（2005年度～）（1997年度～、前身の家政学研究科から）
- 四国大学（2006年度～）

## 人間生活科学研究科と類似する研究科名称
- 藤女子大学 人間生活学研究科（2002年度～）
- 広島女学院大学 人間生活学研究科（1999年度～）
- ノートルダム清心女子大学 人間生活学研究科（1995年度～）